# Danville (Kentucky)
Danville é uma cidade localizada no estado americano de Kentucky, no Condado de Boyle.

## Demografia
Segundo o censo americano de 2000, a sua população era de 15.477 habitantes.
Em 2006, foi estimada uma população de 15.385, um decréscimo de 92 (-0.6%).

## Geografia
De acordo com o United States Census Bureau tem uma área de
40,9 km², dos quais 40,9 km² cobertos por terra e 0,0 km² cobertos por água. Danville localiza-se a aproximadamente 280 m acima do nível do mar.

## Localidades na vizinhança
O diagrama seguinte representa as localidades num raio de 16 km ao redor de Danville.